# 장연 (삼국지)
장연(張燕, ? ~ ?)은 중국 후한 말 흑산적의 수령으로 기주 상산국 진정현(眞定縣) 사람이며 옛 이름은 저연(褚燕)이다. 자식으로 장방(張方)이 있다.

## 생애
흑산적(黑山賊)이라 일컫는 산적 및 죄인들을 이끄는 수령이다. 황건적의 난이 일어난 시기 장우각(張牛角)과 함께 도적단을 결성해 각지를 헤집고 다녔다. 전투 중에 장우각이 화살에 맞아 상처가 악화되어 최후를 맞이할 때 저연에게 뒤를 부탁했다. 저연은 장우각의 사후 그의 뒤를 이어 두목이 되어 장씨로 성씨를 고쳤다.
장연이 이끄는 흑산적은 병주를 중심으로 상산·조군·중산·상당·하내로 이어지는 기주의 산지들을 근거지로 삼았고, 손경·왕당(王當) 등의 무리가 장연에게 투항하니 그 숫자가 무려 100만이라고 칭해졌다. 후한 정부는 거대한 흑산적을 무력으로 진압하지 못해 하북에선 흑산적에게 해를 입지 않은 군현이 없을 정도로 피해가 심각했다.
다행히 장연은 스스로 귀순하여 평난중랑장(平難中郞將)에 임명되어 효렴을 추천할 수 있는 자격이 내려졌다. 정부가 사실상 장연의 병주 지배를 인정한 것이었다.
190년 동탁이 후한의 실권을 장악하자, 반동탁연합군에 참가한다. 이후 기주목 한복이 공손찬에게 패하고 위세를 잃자 인접해 있던 장연 역시 기주를 노려 병력을 파견하지만, 이 일련의 사건을 배후에서 조종한 흑막인 원소에게 격파되면서 대립이 시작된다. 마침내 원소가 기주목이 되어 공손찬과 싸우게 되자 장연은 공손찬을 지원하여 군대를 파견하지만 원소에게 격파된다.
이후로도 원소가 공손찬과의 싸움을 계속하는 틈을 타 장연은 업을 공격해 함락시키나 혼란을 수습한 원소의 역공을 받아 3개월 만에 다시 업을 빼앗긴다.(193년) 이후 원소는 장연을 계속 공격하여 마침내 장연은 상산에서 원소와 맞붙는다. 이 전투에서 장연은 수만의 정예병과 수천의 기병을 거느리고, 흉노·오환의 지원을 받으며 맞섰으나, 10여 일간의 치열한 교전 끝에 수많은 사상자를 내고 퇴각했다. 이후에도 원소의 집요한 군사,외교적인 공격을 받아 서서히 세력이 쇠퇴한 것으로 보인다(이 무렵부터 흉노·오환 등은 원소에게 협력했다).
진수는 장연의 열전에서 장연이 원소에게 패하여 무리가 흩어졌다고 기록하여 상산전투가 장연을 완전히 몰락시킨 전투라는 인식이 널리 알려져 있으나, 상산의 전투 뒤에 원소군은 그동안 거듭된 전투로 피로가 극에 달해 장연을 더 이상 공격하지 못하고 물러났다는 기록도 있어, 상산전투가 장연에게 대단히 치명적인 타격을 입힌 전투로는 보이지 않고 이후에도 어느 정도 건재했던 것으로 보인다.
195,6년 무렵 장홍이 원소를 등졌을 때 장연과 연합했다는 기록이 보이며, 199년에는 역경을 지키던 공손찬이 원소에게 공격당하자 10만의 군사를 이끌고 공손찬을 구원했으나 원소에게 패하여 많은 병사를 잃고 달아났다고 한다.
202년 원소가 죽은 뒤 원씨가 몰락하고 조조가 기주를 평정하자, 남은 무리를 이끌고 조조에게 항복했으며(205년 4월) 그 공적으로 평북장군(平北將軍)이란 직위와 안국정후(安國亭侯)란 봉호를 하사받았다. 업의 수비를 맡았고, 식읍은 500호였다.
군을 이끌 때는 항상 용맹하고, 민첩한 움직임을 보여주었기 때문에 비연(飛燕; 날아다니는 제비)이란 별명을 얻었다.
증손 장림(張林)은 서진을 섬기고, 조왕 사마륜의 찬탈에 가담했으나 얼마 가지 않아 주살당했다.

## 장연을 섬긴 사람들
| - 곽대현 - 두장 - 변희 - 수고 백토(白兎) - 손경 - 왕당 - 우독 | - 우저근 - 유석 - 이대목 - 좌교 - 좌자장팔 - 청우각 - 황룡 |  |

## 같이 보기
- 삼국지 인물 목록
- 진수 (서진)
- 배송지
- 사마광